# 五井町
五井町（ごいまち）は、かつて千葉県市原郡に存在した町である。現在の市原市の北東部に位置していた。
1889年の町村制施行にともない五井村として発足、1891年に町制施行。昭和の大合併の中で周辺町村との合併を繰り返した。うち新設合併が2度ある（1954年、1955年）。1963年、五井町（3代目）は市原町・姉崎町などとともに5町で市原市を発足させた。市原市の行政上、おおむね市原市発足時の旧町域が五井地区と呼ばれている。

## 地理
市原郡（郡域はほぼ現在の市原市と重なる）の北西部に位置した町であり、北に東京湾に面する。1916年（大正5年）時点での五井町は、東に八幡町・市原村、南に東海村・海上村に、西に千種村と接していた。
1916年（大正5年）に編纂された『千葉県市原郡誌』によれば、当時の五井町は五井（ごい）、出津（でづ）、玉前（たまさき）、岩崎（いわさき）、平田（ひらた）、村上（むらかみ）、君塚（きみつか）、岩野見（岩ノ見、いわのみ）の8区からなっていた。

## 歴史

### 町村制施行以後の行政区画変遷年表
- 1889年（明治22年）4月1日 - 町村制施行に伴い、五井村・出津村・玉前新田・岩崎新田・平田村・村上村・君塚村・岩野見村が合併し市原郡五井村が発足。
- 1891年（明治24年）5月20日 - 町制施行し五井町となる。[6]
- 1954年（昭和29年）11月3日 - 五井町と東海村が合併し五井町が発足。[6]
- 1955年（昭和30年）3月20日 - 五井町と千種村が合併し、五井町が発足する。[6]
- 1956年（昭和31年）7月1日 - 市原村の一部（根田・加茂・惣社・西広）を編入。市原村の残部（郡本・西野谷・藤井・山田橋・能満・市原・門前）は市原町に編入。[6]
- 1963年（昭和38年）5月1日 - 市原町、三和町、姉崎町、市津町と合併し市原市となり消滅。[6]

## 交通

### 鉄道
- 国鉄（JR東日本）
  - 内房線
    - 五井駅
- 小湊鉄道
  - ■小湊鉄道線
    - 五井駅 - 上総村上駅
- 京葉臨海鉄道　
  - 臨海本線